# Nora (Suécia)
Nora (em sueco: Nora;  PRONÚNCIA) é uma cidade da província histórica da Västmanland, no centro da Suécia.
Está situada a 30 km a noroeste da cidade de Örebro.
Tem cerca de 6 728 habitantes.
É a sede do município de Nora, pertencente ao condado de Örebro.

## Etimologia e uso
O nome geográfico Nora deriva de "Nora", o antigo nome nórdico do rio Nora (significando ”rio curto como um estreito”), que ligava os lagos ”Åsbosjön” e ”Norasjön”.
A cidade está mencionada como "Noree", em 1336.